# Académie Roosevelt
L'Académie Roosevelt (Roosevelt Academy, RA) est un collège international d'excellence en arts libéraux et sciences située à Middelbourg, en Zélande, aux Pays-Bas. Elle possède sa propre structure résidentielle et fait partie intégrante de l'université d'Utrecht. La langue d'enseignement est l'anglais.
La Roosevelt Academy a été fondée en août 2004 et suit sensiblement le même modèle et les mêmes objectifs que son établissement sœur, l'University College Utrecht. Bien qu'elle soit une institution académique relativement récente, la Roosevelt Academy reste un établissement attrayant et offre beaucoup d'opportunités à ses étudiants.
Au terme de leur cursus universitaire au sein de la RA, les étudiants sont titulaires soit d'un bachelor en arts, soit d'un bachelor en sciences. Ces diplômes sont délivrés par l'université d'Utrecht. 
La Roosevelt Academy porte le nom de la célèbre famille Roosevelt qui serait originaire de l'ancienne île de Tholen, dans la province de Zélande.

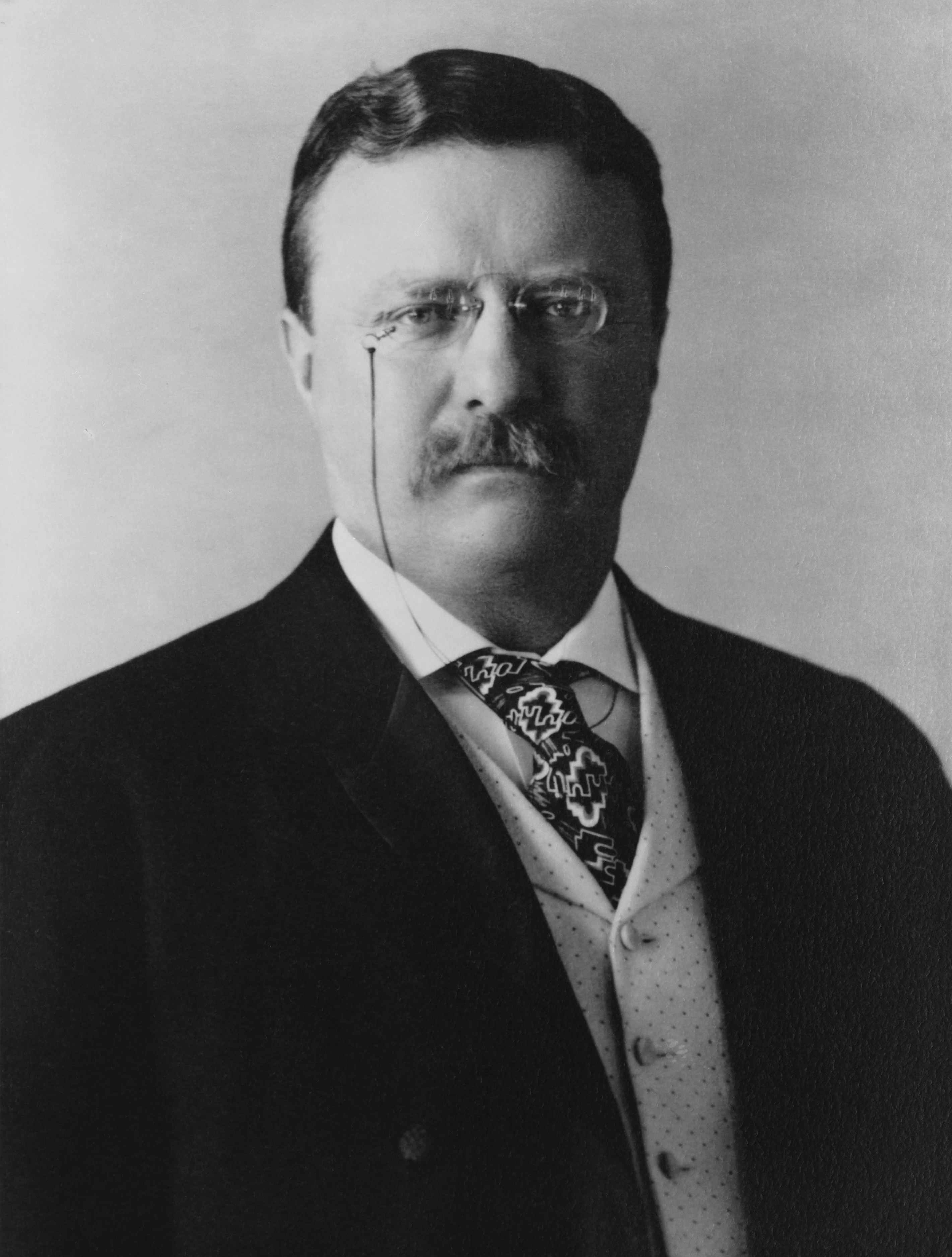
Theodore Roosevelt (1858-1919)
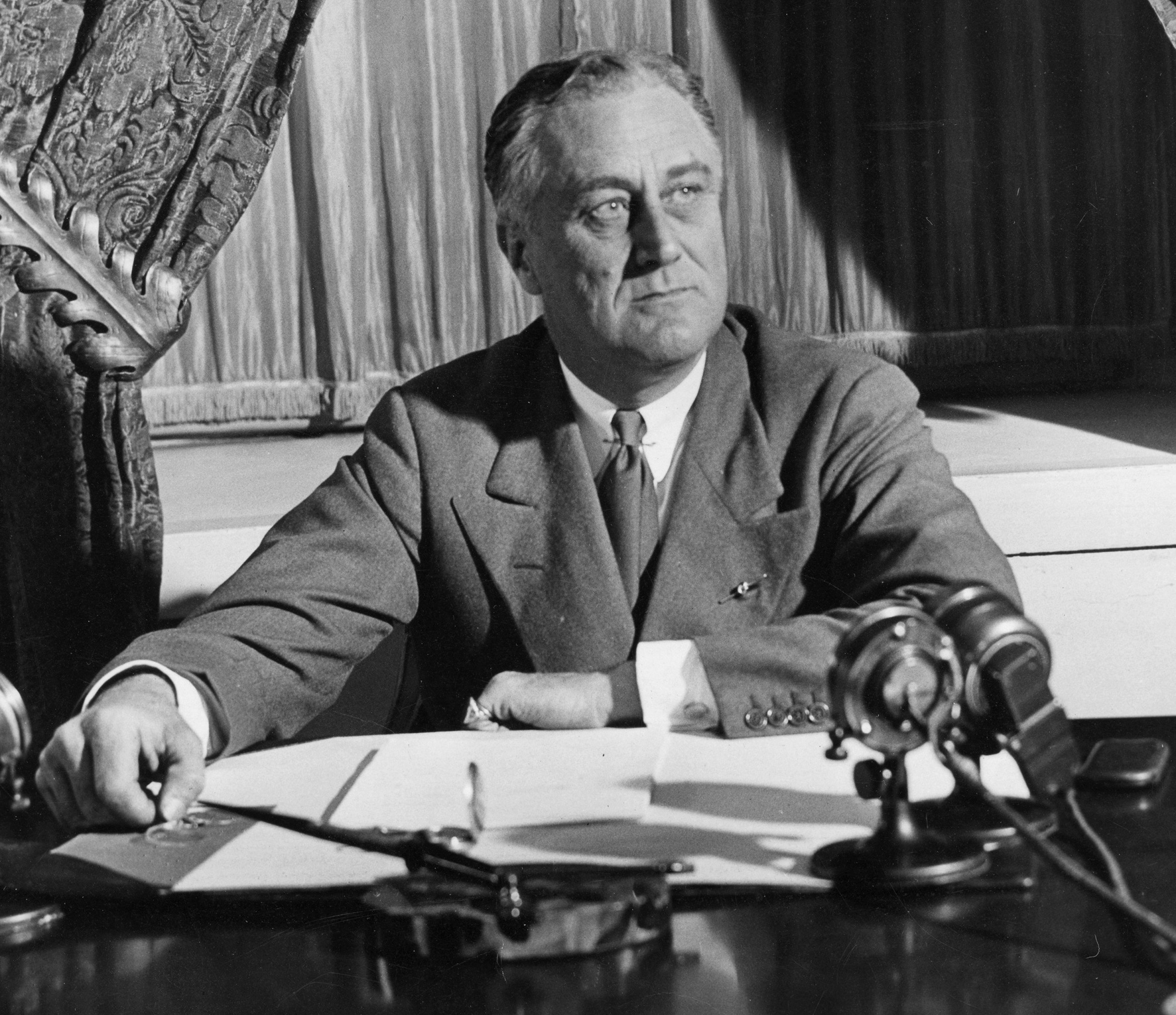
Franklin Delano Roosevelt (1882-1945)
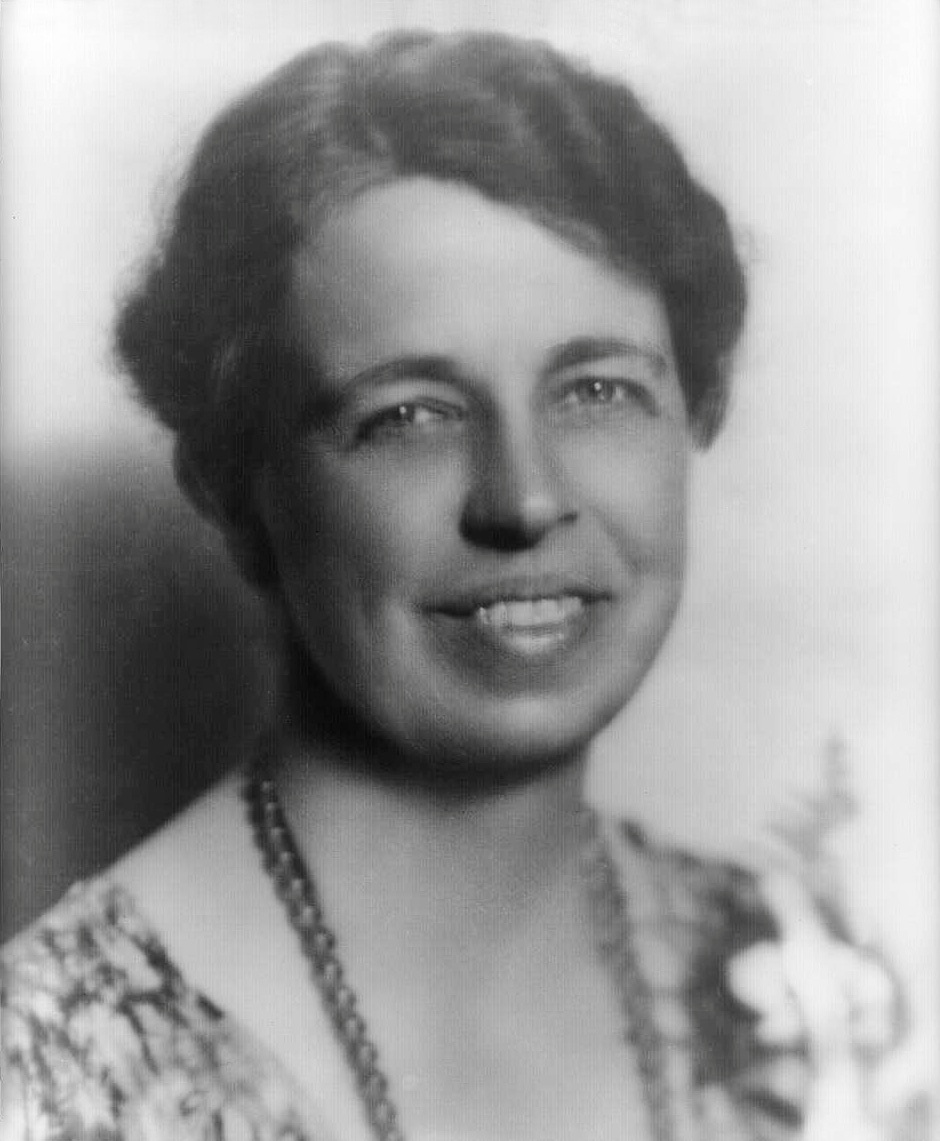
Eleanor Roosevelt (1884-1962)

## Histoire
En 1575, Guillaume d'Orange doit se décider parmi les deux villes de Leyde et de Middelbourg pour y fonder la première université des Pays-Bas. Finalement, son choix se porte sur Leyde qui héberge depuis lors l'université du même nom et ce, au détriment de Middelbourg. Toutefois, Middelbourg obtient gain de cause quelques siècles plus tard et accueille enfin l'Académie Roosevelt. L’idée même d’un collège d’excellence axé sur les arts libéraux et la science revient à Hans Adriaansens, professeur mécontent du schéma classique universitaire néerlandais. L’université d’Utrecht fonde donc l'University College d'Utrecht en 1997 et la Roosevelt Academy le 1er février 2004. La reine Beatrix des Pays-Bas déclare l'ouverture officielle de l'université la même année.

## Description
L'Académie accueille chaque année 200 nouveaux étudiants dont un tiers d’internationaux. Si l'Académie Roosevelt est décriée par ses détracteurs comme un collège élitiste réservé aux riches, les frais de scolarité n'y sont pour autant pas plus élevés que dans toute autre université aux Pays-Bas. Un célèbre quotidien néerlandais qui, au départ, dénonçait l’Académie comme étant trop élitiste a mené sa propre enquête et a finalement reconnu avoir commis une erreur.
Les étudiants de la RA suivent un cursus multidisciplinaire et interdisciplinaire : fondements académiques (Academic Core), les arts et sciences humaines, les sciences sociales et les sciences. Au terme de leur cursus, les étudiants  sont titulaires d’un bachelor en arts ou en sciences délivré par l’université d'Utrecht.
Les traditions tiennent une place très importante à la Roosevelt Academy, que ce soit l'ouverture de l'année académique ou le Dies Natalis, la célébration en l'honneur de la création de l’Académie. Si les conditions météorologiques le permettent, le cortège académique quitte l'hôtel de ville de Middelbourg à pied pour rejoindre la Nouvelle église (Nieuwe kerke), où se tiennent les cérémonies officielles. 